# Сан-Мартинью-да-Серра
Сан-Мартинью-да-Серра (порт. São Martinho da Serra) — муниципалитет в Бразилии, входит в штат Риу-Гранди-ду-Сул. Составная часть мезорегиона Западно-центральная часть штата Риу-Гранди-ду-Сул. Входит в экономико-статистический микрорегион Санта-Мария. Население составляет 3365 человек на 2006 год. Занимает площадь 671,853 км². Плотность населения — 5,0 чел./км².

## История
Город основан 20 марта 1992 года.

## Статистика
- Валовой внутренний продукт на 2003 составляет 48.587.355,00 реалов (данные: Бразильский институт географии и статистики).
- Валовой внутренний продукт на душу населения на 2003 составляет 14.678,96 реалов (данные: Бразильский институт географии и статистики).
- Индекс развития человеческого потенциала на 2000 составляет 0,766 (данные: Программа развития ООН).